# Camaele
Camaele (dal latino Camael, versione dell'ebraico Chamael, Kemuel, Kamuel, Shemuel, Chamuel, Camiel, Camniel, Zamael, Saraqâêl o Cancel) è un angelo della tradizione giudaico-cristiana e viene spesso incluso della lista dei sette Arcangeli. È conosciuto come il capo delle forze che espulsero Adamo ed Eva dal Paradiso Terrestre. Tuttavia è conosciuto anche come l'arcangelo dell'amore puro, poiché il nome Camael in ebraico significa Colui che vede Dio.
Il nome "Camaele" talvolta è trasformato in Camillo, col quale viene a volte citato l'Arcangelo, ma i due nomi hanno origine diversa. Nella kabala è anche conosciuto come Samaele.
Viene citato anche nel libro di Enoch.